# Edwardsson Schmiterlöw
Christer Edwardsson Schmiterlöw fue un pintor sueco. Nació en 1926 en Estocolmo y estudió con el profesor Otte Skoeld, connacional suyo y con el argentino Raúl Soldi. LLegó a la provincia de Jujuy, Argentina en 1946, un año después de su arribo al Río de la Plata, y regresó a Suecia en 1963.
Su tránsito por Jujuy, el estudio de sus paisajes y su colorido, marcaron el desarrollo artístico del plástico.  Luego, a partir de los últimos años de la década del '70 orientó su rumbo hacia las zonas montañosas de Andalucía y los montes pendientes de los Pirineos catalanes.
En Argentina participó en muestras colectivas en Buenos Aires, Córdoba y La Plata, y recibió importantes galardones en distintos salones de pintura. Ejerció la actividad docente en San salvador de Jujuy como maestro especial de dibujo en la escuela provincial "Maestra Concepción Cicarelli".
También se desempeñó en la escuela de Arte Medardo Pantoja, como maestro de cerámica.  
Es interesante constatar cómo a su regreso a Suecia, refleja su inquietud desarraigada en pinturas abstractas.  Recién a fines de la década del setenta vuelve a pintar paisajes, bodegones y figuras.
Sus paisajes españoles son penetrados por su pasado argentino, y se les nota como pintados "desde su interior".  Los últimos años se aisló en las zonas interiores de Cataluña, que le recuerdan mucho al ambiente montañoso argentino.  Construcción y estructura son elementos importantes de su pintura.

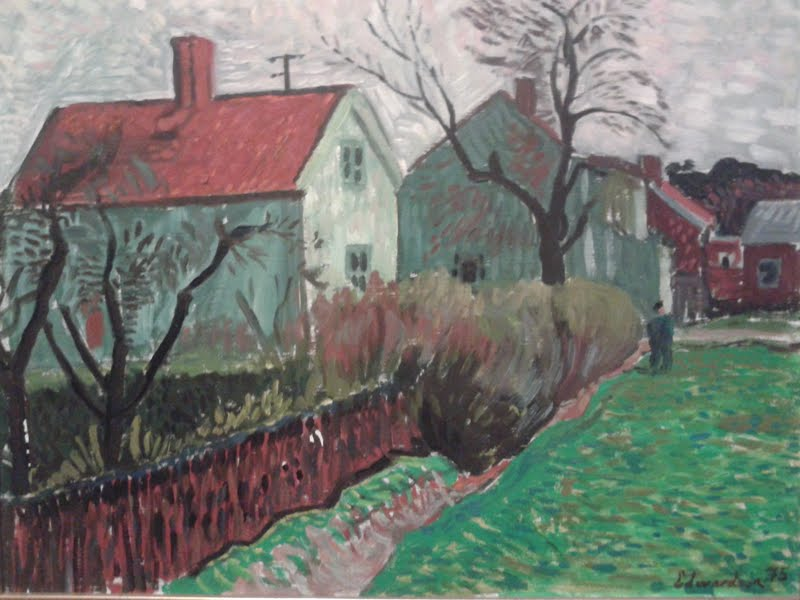
Foto de la pintura ' Det Röda Taket ', El techo rojo.

"También pueden subrayarse dos rasgos en particular, el equilibrio y la armonía.  Sin embargo, no se trata de un equilibrio en calma premeditada.  Sus composiciones tienden a perspectivas originales con algún componente quer no rompe el equilibrio,pero da apoyo a relaciones contrastantes dentro del cuadro", según palabras del especialista europeo Joaquín Masoliver, publicadas en el diario Pregón de San Salvador de Jujuy, Argentina, 12 de noviembre de 1988.
Edwardsson falleció en Suecia, en 1995.
- Datos: Q5647614